# マリア・ルイーザ (パルマ女公)
マリア・ルイーザ（イタリア語: Maria Luisa, 1791年12月12日 - 1847年12月17日）は、パルマ女公（在位：1814年 - 1847年）。フランス皇帝ナポレオン1世の皇后としてはマリー＝ルイーズ（フランス語: Marie-Louise）。

## 名前
名前は関係する各国語で以下のように呼ばれる。
- ドイツ語 - マリー＝ルイーゼ・フォン・エスターライヒ（Marie-Louise von Österreich）またはマリア・ルドヴィカ・フォン・エスターライヒ（Maria Ludovica von Österreich）
- フランス語 - マリー＝ルイーズ・ドートリッシュ（Marie-Louise d'Autriche）
- イタリア語 - マリア（マリーア）・ルイーザ・ダウストリア（Maria Luisa d'Austria）またはマリア（マリーア）・ルイージャ・ダウストリア （Maria Luigia d'Austria）

本記事では生涯をフランス皇后およびイタリアの君主として送ったことから、主にフランス語名とイタリア語名で記すことにする。

## 生涯

### 望まざる結婚

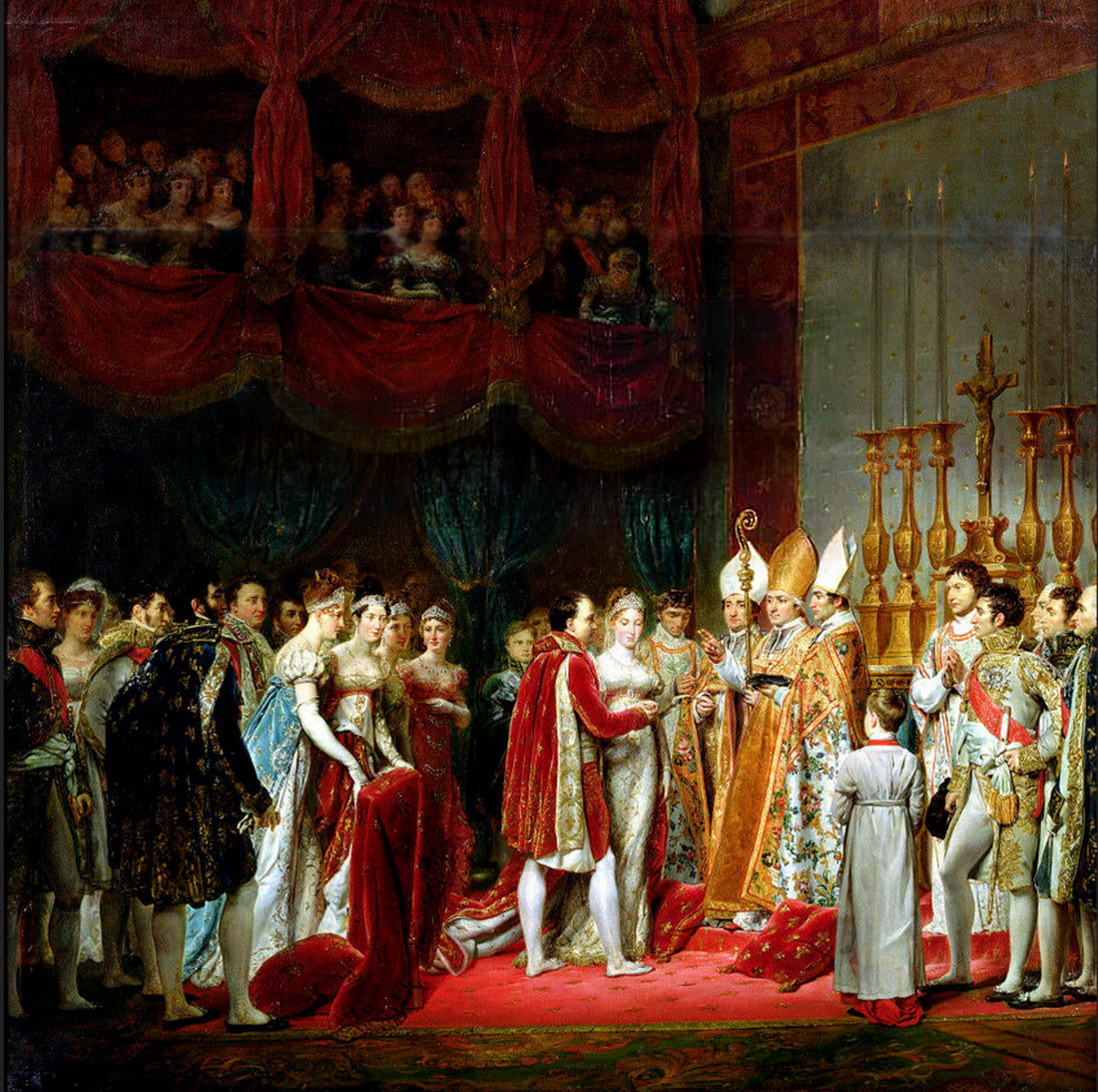
ナポレオンとの結婚式
（ジョルジュ・ルジェ画）

神聖ローマ皇帝フランツ2世（後のオーストリア皇帝フランツ1世）とその2度目の妃である皇后マリア・テレジアの長女マリア・ルドヴィカとして生まれた。彼女はナポレオン1世の侵略によってシェーンブルン宮殿を2度にわたって追い出され、ナポレオン1世は恐ろしい憎むべき男だと教えられ、「ナポレオン」と名を付けた人形をいじめながら育ってきた。彼女は、ナポレオン1世がジョゼフィーヌと離婚したことを知った時に「次に妃として迎えられる人に心から同情すると共に、それが自分でないように願っている」と親しい友人に宛てて手紙を書き送ったくらいであった。
ナポレオン1世と皇后ジョセフィーヌには長らく子が誕生しなかったが、ナポレオン1世がポーランド滞在中にマリア・ヴァレフスカを懐妊させたことを契機に、名家との婚姻を熱望するようになった。そこで白羽の矢が立ったマリア・ルドヴィカは、ナポレオン1世と結婚しなくてはならなくなったと聞かされた時には泣き続けたという。

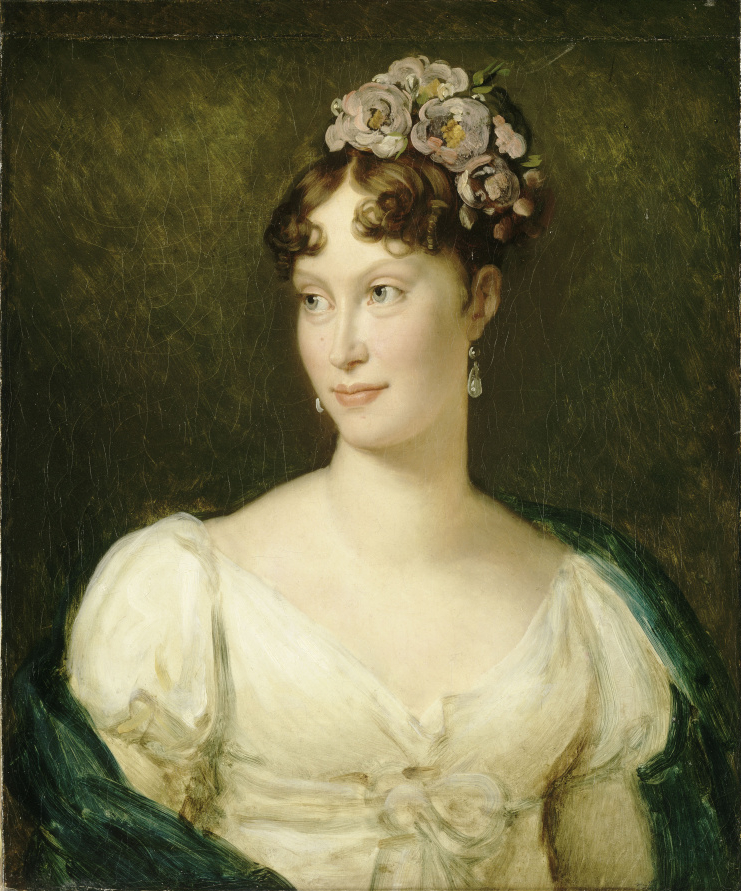
マリー＝ルイーズ（フランソワ・ジェラール画、1810年）

1810年4月1日、マリア・ルドヴィカはルーヴル宮殿の礼拝堂で皇帝ナポレオン1世と結婚式を挙げ、皇后マリー＝ルイーズとなった。しかし、ナポレオン1世と共に日々を過ごすようになってみると、自分に対してとても優しかったため、マリー＝ルイーズは心を許し、愛するようになっていった。ナポレオン1世は彼女をけっして失いたくないと、彼女の機嫌を損ねないように必死だったのである。マリー＝ルイーズは後に友人に宛てて「ウィーンでは私が不安の中で暮らしていると思っていることでしょう。でも、事実は違うのです。私は少しもナポレオンを怖いとは思っていません。むしろ、ナポレオンが私を怖がっているのではないかと最近思い始めました」という手紙まで書いている。
社交的でいつも大勢の女官たちと談笑していた前皇后のジョゼフィーヌとは違って、マリー＝ルイーズが私室に入れるのは女官長のモンテベロ夫人（亡きジャン・ランヌ元帥の未亡人）と衣装係長のリュセイ夫人などごく限られた者のみで、彼女の部屋はいつも静かだった。ハプスブルク家の皇女といっても慎ましく育てられたため、お洒落にも特に関心がなく、服はジョゼフィーヌと比べると少ししか注文しなかったし、宝石にいたってはほとんど欲しがらなかった。このため、ジョゼフィーヌが皇后だった時代に大儲けをした商人たちの間では、マリー＝ルイーズはすこぶる評判が悪かったという。また、ナポレオン1世の妹たちとも打ち解けられずにいた。

### ローマ王出産

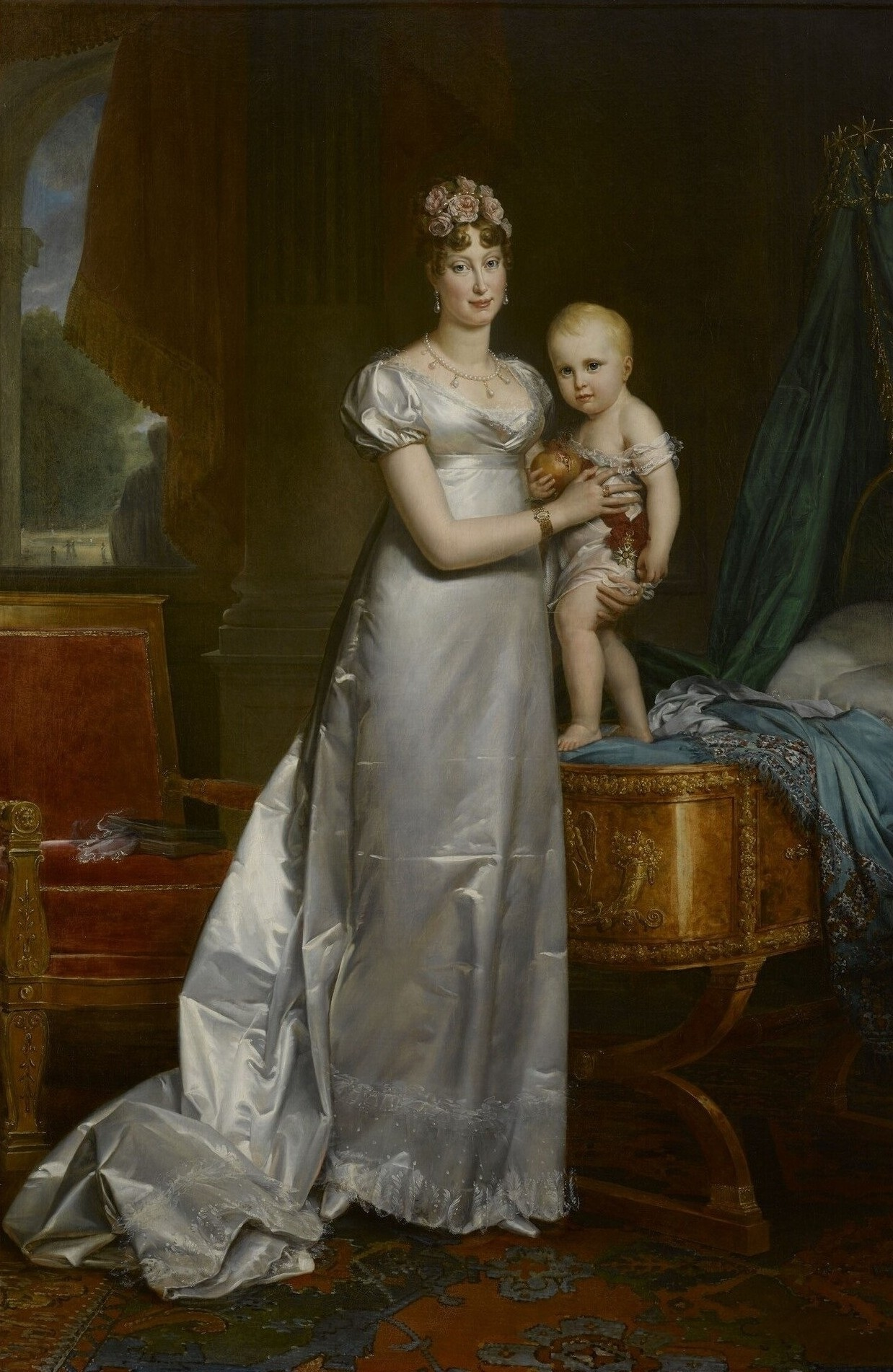
マリー＝ルイーズとナポレオン2世
（フランソワ・ジェラール画）

1811年3月20日、マリー＝ルイーズは男子を出産した。ナポレオン2世（ローマ王）である。この時、大変な難産で母子のどちらかしか助けられないかもしれないと医師から聞かされたナポレオン1世は、ためらわず「母であるマリーを救え！」と言ったという。ナポレオン1世はこの男子の誕生を大喜びし、とても可愛がった。
養育係のモンテスキュー夫人は、ローマ王が目覚めるとすぐにマリー＝ルイーズの部屋に連れて行った。しかし赤ん坊を床に落とすことを恐れたマリー＝ルイーズは、抱っこしないようにしていた。そのため、ローマ王が最も懐いたのはモンテスキュー夫人で、彼が口が利けるようになって最初に発した言葉は「ママン・キュ」で、夫人を大いに感激させたという。

### ナポレオン1世の没落とパリ脱出
1812年にナポレオン1世はロシア遠征に失敗し、1813年のライプツィヒの戦いでも大敗した。1814年にはオーストリアのシュヴァルツェンベルク将軍、プロイセンのブリュッヒャー将軍、かつての部下でスウェーデン王太子となったベルナドット将軍、イギリスのウェリントン公による大規模なナポレオン包囲網が築かれつつあり、さらにナポレオン1世と帝国は苦境に追い込まれていった。
ナポレオン1世の不在中に摂政となったマリー＝ルイーズのいるテュイルリー宮殿では、ロシア・プロイセン・オーストリア・スウェーデン同盟軍のパリ襲撃に備え、彼女とローマ王の処遇を巡り議論が始まった。警務大臣サヴォリは、皇后が首都を離れることは帝国崩壊にも等しく、反乱を避けるためにも彼女とローマ王はパリに留まるべきだと主張し、大法官カンバセレスとタレーランもこの意見に賛同した。しかし陸軍大臣クラルクは、万一のことを考え皇后とローマ王は一刻も早く安全な場所に避難すべきだと主張した。その間、マリー＝ルイーズは一言も発することなく、ひたすら議論に耳を傾けていた。
議論は堂々巡りを繰り返し、真夜中になっても結論が出ず、投票に持ち込まれた結果、マリー＝ルイーズはローマ王と共にパリに留まることになった。ところがその時、それまで沈黙を保ち、投票も棄権したナポレオン1世の兄ジョゼフが立ち上がり、前もってナポレオン1世から受け取っていた声明文を読み上げた。その内容は「不幸にも、万が一戦いに敗れるようなことが生じた場合、皇后とローマ王を速やかにパリからランブイエに移し、けっして敵の手に渡すことがないように万全を尽くすべし」というものだった。
それを聞いたマリー＝ルイーズは、この命令には断固反対した。そして「パリを明け渡すことは、ブルボン王朝復活に絶好の機会を与えることになります。私がこのままパリに留まることこそ、皇帝不在中摂政を任されたフランス皇后としての務めだと思っています」と主張した。この時マリー＝ルイーズは、父フランツ1世を通して、ロシア皇帝アレクサンドル1世およびプロイセン王フリードリヒ・ヴィルヘルム3世を説得し、ローマ王を皇帝ナポレオン2世として即位させる可能性を信じていたのである。
しかし、1814年3月29日朝、マリー＝ルイーズとローマ王は10台の大型馬車でランブイエに向けて発つことになった。しかしランブイエにも既に危険が迫っていることがわかり、マリー＝ルイーズ一行はさらに遠いロワール川の方にあるブロワ城に向かった。城に着いたのは4月2日の夜中だった。
それから6日後の4月8日に、マリー＝ルイーズは夫がフォンテーヌブロー宮殿で退位した知らせを受け取った。ナポレオンがいるフォンテーヌブロー宮殿が自分のいるブロワ城からそれほど遠くないとわかった時、彼女はただちに馬車を用意させ、ナポレオンの許へと向かった。しかしその道中、モンテベロ夫人は「ナポレオン皇帝が国を失った今となっては、せめてマリー＝ルイーズとローマ王の今後だけでもフランツ皇帝に嘆願して保証してもらうように」と、執拗に助言し続けた。モンテベロ夫人は、エルバ島行きなどまっぴらごめんだと思っていた。宮廷の心地よい生活を知った彼女は、地位を失ったナポレオンへの忠誠などさっさと捨て、ブルボン側に付いて甘い汁を吸うことしか考えていなかった。オルレアンに着くと、マリー＝ルイーズはナポレオンに宛てて「今すぐにはあなたの所に行かないことにしました。まず父に会おうと思うのです。エルバ島でのあなたの待遇改善と、私たちの息子のためにトスカーナ大公国を要求するためです。もし、今あなたが父に会いに行くことを許してくださるのなら、きっとトスカーナを手にいれることができると思うのです。善良な父は私の涙に感動し、きっとあなたの運命も変わることでしょう」と手紙を書いた。
しかし、フランツ1世は娘の訴えなど当然聞く気はなかった。皇帝もメッテルニヒも、マリー＝ルイーズをあくまで一時的にナポレオン1世の許に嫁がせたに過ぎなかった。そしてトスカーナは元の統治者である大公フェルディナンド3世（フランツ1世の弟でマリー＝ルイーズの叔父）に返し、マリー＝ルイーズのためにパルマ公国の統治権をと考えていたのである。その後4月12日に、モンテベロ夫人の意を受けたと思われる、フランツ1世の使者を名乗る人物が突然マリー＝ルイーズの所にやってきて、半ば強制的に彼女とローマ王を連れて行った。この夜、全てに絶望したナポレオンは、フォンテーヌブロー宮殿で毒をあおって自殺を図ったが未遂に終わる。

### ナイペルク伯

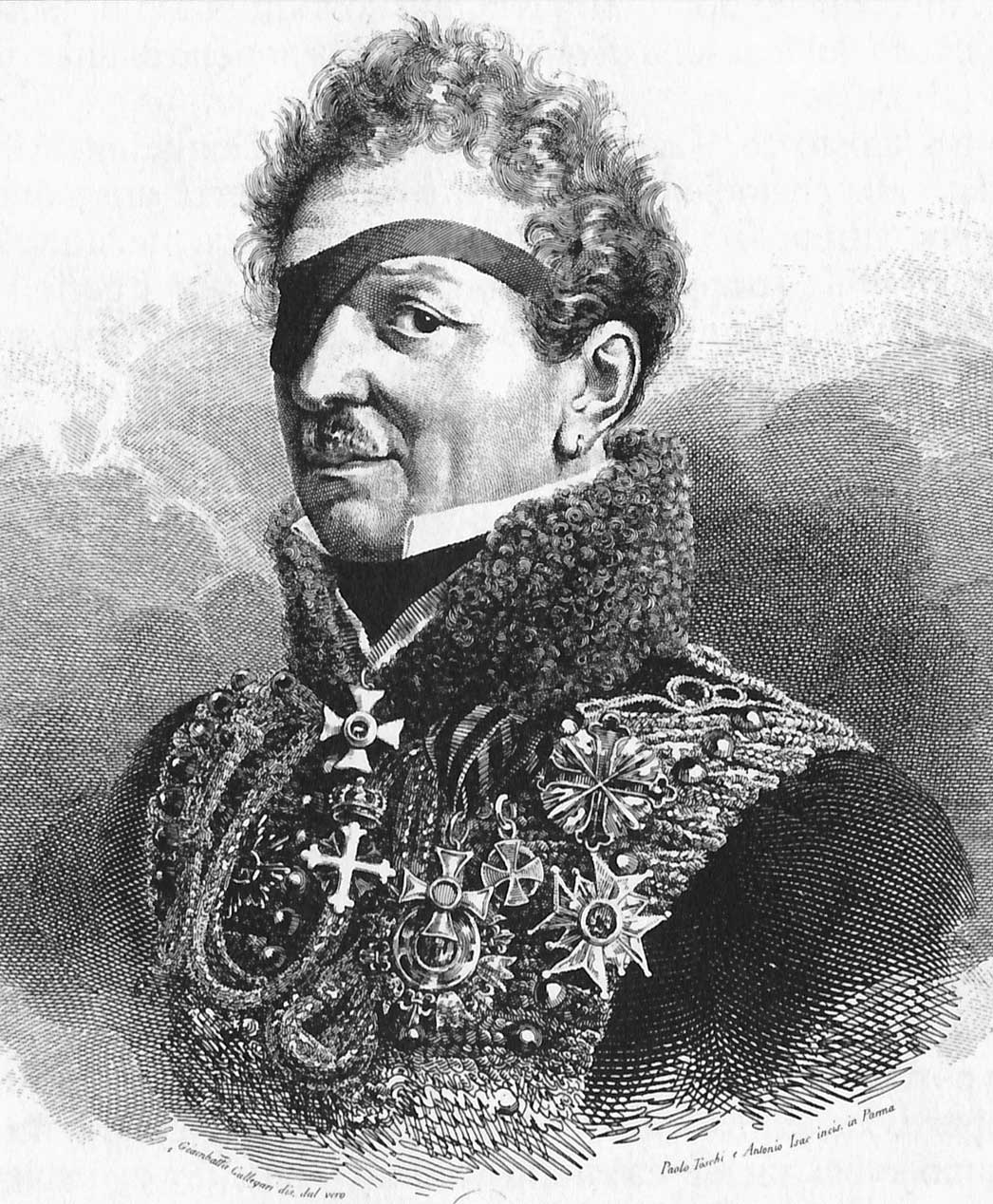
ナイペルク伯爵

マリー＝ルイーズはロシア兵が守備するランブイエの城で、ナポレオンへの手紙を書くことも、彼からの手紙を受け取ることもなく、しばらく過ごすことになった。やがてそこで父フランツ1世と再会した彼女は、オーストリアへと帰国した。しかしこの時、ローマ教皇庁が「ナポレオン1世とマリー＝ルイーズの結婚は、前妻ジョゼフィーヌ・ド・ボアルネとの離婚が成立していなかったために無効である」と宣告してきた。さらに教皇特使はマリー＝ルイーズに、ナポレオンがエルバ島にポーランド人の愛人を呼び寄せていることまで告げた。マリー＝ルイーズは自分が法律上はただのナポレオンの内縁の妻であり、ローマ王は私生児にすぎず、しかもナポレオンにはポーランド人の愛人との間に庶子までいたという事実に動揺した。フランツ1世はやつれた彼女に、「しばらくエクス＝レ＝バンにある温泉でゆっくりと静養し、そこからエルバ島に行けばいい」と言った。
その言葉に従い、マリー＝ルイーズはウィーンにローマ王を残したまま、保養地のエクス＝レ＝バンに向った。エクス＝レ＝バンに向かう際、マリー＝ルイーズにはフランツ1世によって付けられた護衛兼監視役のアダム・アルベルト・フォン・ナイペルク伯が同行した。フランツ1世は彼に「エクス＝レ＝バンにマリー＝ルイーズが滞在中、必要な手段を用い、エルバ島のナポレオンに合流したいという望みを断念させること。もしいかなる手段を用いてもエルバ島行きを断念せず実行する場合には、同行すべし」と命令していた。この「いかなる手段」とはどこまでのことを指すのか、フランツ1世の臣下たちの間で意見が分かれたが、この命令を受けたナイペルク伯は「10か月も経たないうちに恋人になり、それから間もなくして夫になってみせるさ」と豪語した。彼はフランスとの戦いで右目を失い、ナポレオンを憎悪していた。
マリー＝ルイーズは、ナポレオンの誕生日には自分の髪の毛やローマ王の胸像を送り、何通も手紙を書いて送った。一方、ナポレオンの方もマリー＝ルイーズがローマ王を連れてやってくるのを心待ちにしていた。そのため、もう一人の息子アレクサンドルを連れてエルバ島にやってきた愛人マリア・ヴァレフスカでさえ、3日で追い返した。
ところがエクス＝レ＝バンでは、42歳の妻子ある洗練された男性貴族であるナイペルク伯が、機知に富んだ会話などでたちまちマリー＝ルイーズの心を捉えた。この頃、ナポレオンから1通の手紙がマリー＝ルイーズに届いた。そこにはいつまでもエルバ島に来ないマリー＝ルイーズを責める罵詈雑言が書き連ねてあった。恐怖を感じたマリー＝ルイーズは、ナイペルク伯に助けを求めた。ナイペルクは手紙を届けてきた使者を逮捕した。この一件以来、マリー＝ルイーズとナイペルク伯は急接近した。
そして、ある秋の日に散歩の途中で嵐に遭って避難したソレイユ・ドールと呼ばれる簡素な宿舎で、マリー＝ルイーズはナイペルク伯と男女の関係を持ったという。このため、1815年2月26日にナポレオンがエルバ島を脱出したとの知らせを聞いて、マリー＝ルイーズは仰天した。そして彼女は「再びヨーロッパの平和が危険に晒される事になるのです」と言った。
3月20日、ナポレオン1世はマリー＝ルイーズに宛てて、帰ってくるよう何通も手紙を書いて送ったが、彼女は一切返事を書こうとはせず「何があってもあの人の許に行くつもりはありません」と言った。

### 新たな生活
同年6月18日、ウィーン会議（会議は踊るで著名）でマリー＝ルイーズ（マリア・ルイーザ）のパルマ統治が決定された。ナポレオン2世の継承権を最後まで認めるよう抗議していたが、ナポレオン2世が世襲することは認められなかった。ナポレオン1世がワーテルローの戦いに敗れ、セント・ヘレナ島に流されるのを知ると「これで世の中は安泰です。ナポレオンは二度と平和を揺るがすことができないのですから。後は、人々が善意と寛容な心を持ってあの人に接してくださることを望むのみです。私があの人の運命について関わるのはこれが最後です」と父フランツ1世に宛てて手紙を書いて送った。翌1816年3月7日、マリア・ルイーザはナイペルク伯と共にパルマに向けて旅立った。出発前夜、マリア・ルイーザはナポレオン2世のベッドにおもちゃを置いていった。ナポレオン2世は母からもらったおもちゃを肌身
離さず持っていた。
ローマ王だったナポレオン2世の方は監禁同然の淋しい生活を送りつつ、母マリア・ルイーザと別れてから初めての面会を楽しみにしていた。しかし、マリア・ルイーザは1817年5月1日にナイペルク伯との娘アルベルティーネ（アルベルティーナ）を秘密のうちに出産すると、ナポレオン2世との約束を簡単に破った。母親に約束を破られたナポレオン2世は大変に悲しんだ。マリア・ルイーザが重い腰を上げ、息子に会いに行ったのは別れてから2年後、1818年7月のことだった。
この頃、ブラジル皇后となっていた妹のマリア・レオポルディナは皇帝ペドロ1世との不幸な結婚生活を送っており、仲の良かった姉マリア・ルイーザにも手紙を何通も書き送っていたが、なぜか彼女とフランツ1世はマリア・レオポルディナにほとんど手紙を書かなかった。リオデジャネイロとウィーンの距離は遠く、手紙が届かなかったのである。結局、マリア・ルイーザは苦境にある妹の気持ちを最後まで真に理解することはなかった。マリア・レオポルディナは自分のことを「ハプスブルク家の犠牲者」と呼び、「自分は間もなく夫の暴力により死ぬだろう」という悲痛な手紙を最後に、ほどなくして29歳で死去した。
ナポレオン2世と再会した後、パルマに戻ったマリア・ルイーザは、1819年8月9日にナイペルク伯との2人目の子供ヴィルヘルム（グリエルモ）（モンテヌオーヴォ家の祖）を、やはり秘密のうちに出産し、ナポレオン2世に会うためウィーンに行くことをまたしても中止した。
1821年5月5日、ナポレオン1世がセント・ヘレナ島で死去した。マリア・ルイーザは、オペラ『セビリアの理髪師』を観に歌劇場へ行った時に偶然見かけた新聞で、その死を知った。ナポレオン1世はマリア・ルイーザに、自分の心臓を保管して欲しいと遺言していたが、彼女は「私の願いは、あの人の心臓があの人のお墓の中に葬られることです」と一言のもとに断り、その代わりにデスマスクを受け取った。しかし、そのデスマスクもしばらくすると彼女の私生児たちの遊び道具の一つとなった。
1822年8月15日、マリア・ルイーザはナイペルク伯との4人目の子供になる女児を出産した。1825年には5人目の子供を流産した。この間、ウィーンにいる息子に彼女が会いに行ったのはたったの1回だった。そして9月上旬に、フランツ1世の承諾を得て、彼女はナイペルク伯と正式に結婚した。マリア・ルイーザは、何の称号も持たない息子を不憫に思い、かねてから父帝やメッテルニヒに働きかけていたが、この頃、ナポレオン2世はライヒシュタット公爵になった。

### ナイペルク伯の死とその後

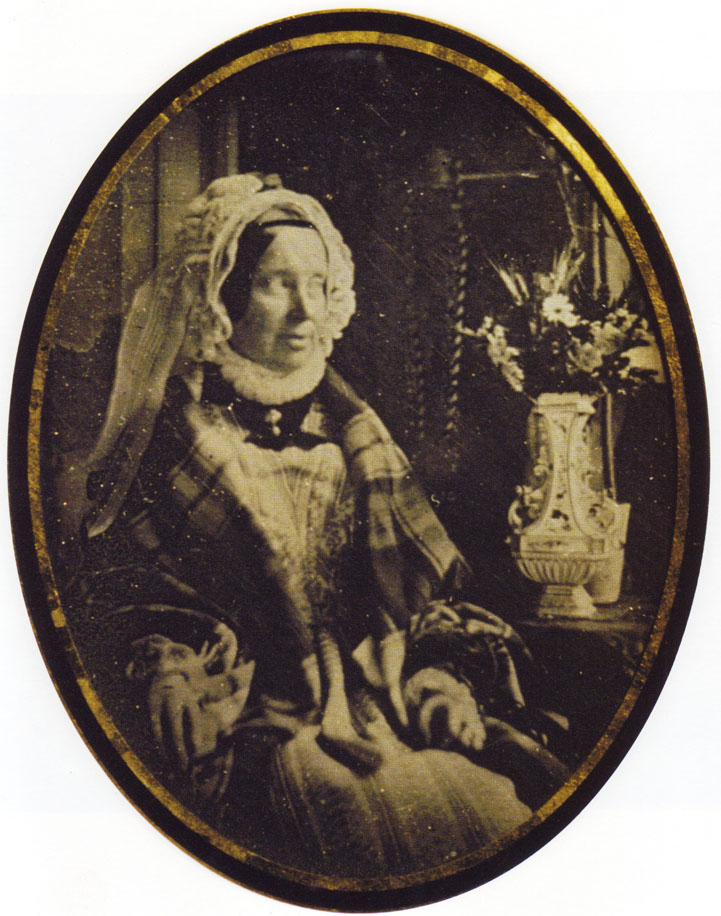
最晩年のマリア・ルイーザ（1847年）

ナイペルク伯は1829年2月22日に死去した。その遺言には、フランツ1世にもライヒシュタット公にも秘密にしていたアルベルティーナとヴィルヘルム（グリエルモ）のことが記されており、マリア・ルイーザは蒼白になった。この子供たちはナポレオン1世の存命中に生まれた子であり、マリア・ルイーザと別居を強いられ、毎日のように訪れる彼女を母と呼ぶことが許されず、「マダム」と他人のように呼ぶことが義務付けられていた。このことを知ったフランツ1世は「神の前に犯してはならぬ罪を犯し悲しんでいるが、私はお前の父だ。親としての愛を持って許すとしよう」とマリア・ルイーザに言った。一方、ライヒシュタット公は「母は父に値しない人物」と書き残した。
1832年7月21日、ライヒシュタット公の教育係ディートリヒシュタインは、ライヒシュタット公の病状が急激に悪化していると訴えてきた。一方でウィーンの宮廷医師団は「快方へ向かっている」という逆の内容の報告書を送ってきた。マリア・ルイーザは、パルマでペストが流行してその対処に当たっていたために、ウィーンに帰省することが難しかった。やっとウィーンのライヒシュタット公の元へ訪れたマリア・ルイーザは、病床のやつれた息子の顔を見て、ディートリヒシュタインの報告の方が正しかったことに気づき、後悔した。
同年7月22日、ライヒシュタット公は死去した。翌日、マリア・ルイーザはナポレオン1世の母マリア・レティツィアに孫の死を手紙で知らせた。
ナイペルク伯亡き後のマリア・ルイーザのパルマ統治の補佐役としてヴェルクライン、次にはマルシャルが来たが、不人気であったりパルマに馴染まなかったりという理由で相次いで解任された。その後、7月革命までシャルル10世に仕えフランスに住んでいたシャルル・ルネ・ド・ボンベルが来た。彼は穏やかな人物で、マリア・ルイーザとは互いに好意を持ち、1834年2月17日に結婚した。
1847年12月17日に56歳で死去した。死因はリューマチ性胸膜炎と見なされた。遺体はウィーンに運ばれ、カプツィーナー納骨堂に埋葬された。

## 伝記
- 塚本哲也　『マリー・ルイーゼ』　（文藝春秋　2006年／文春文庫（上下）、2009年）
- アラン・パーマー　『ナポレオンもう一人の皇妃』 （岸本完司訳、中央公論新社、2003年）
- Irmgard Schiel 『Maria Luigia - Una donna che seppe amare e che seppe governare』、1997年

| マリア・ルイーザ (パルマ女公) アズブルゴ＝ロレーナ家 1791年12月12日 - 1847年12月17日 |                                           | |
| フランスの君主                                                                       |                                           | |
| 先代 ジョゼフィーヌ・ド・ボアルネ                                                    | フランス皇后 1810年4月1日 – 1814年4月8日  | 空位ナポレオン戦争の敗戦による第一帝政の崩壊次代の在位者ウジェニー・ド・モンティジョ 第二帝政として |
| 王室の称号                                                                           |                                           | |
| 先代 ジャン＝ジャック・レジ・ド・カンバセレス                                        | パルマ女公 1814年6月18日 – 1847年12月17日 | 次代 カルロ2世ルイージ                                                                              |